# Chionaema walkeri
Chionaema walkeri är en fjärilsart som beskrevs av Henry John Elwes 1890. Chionaema walkeri ingår i släktet Chionaema och familjen björnspinnare. Inga underarter finns listade i Catalogue of Life.